# 集义庄站
集义庄站是京原铁路的一个中间站，位于中国山西省忻州市繁峙县集义庄乡內，1973年开始運營。现有客运及货运服务，为四等站。离北京站約346公里；离原平站約98公里。本站及上下行区间均未电气化，隶属太原铁路局管辖。
客运:仅办理旅客及宠物乘降，整裝行李、批发小食品、乐器及包裹托运。

货运:仅办理整车发到。不含危险品到站。

## 历史
- 1971年，集义庄站竣工啟用。
- 1973年，集义庄站开通客运及货运。

1. ↑  铁道部电子计算技术中心, 铁道部运输局. . 北京: 中国铁道出版社. 1998: 15. ISBN 9787113030995.